# William Lee Ball
William Lee Ball (* 2. Januar 1781 im Lancaster County, Virginia; † 29. Februar 1824 in Washington, D.C.) war ein US-amerikanischer Politiker. Zwischen 1817 und 1824 vertrat er den Bundesstaat Virginia im US-Repräsentantenhaus.

## Werdegang
William Ball besuchte die öffentlichen Schulen seiner Heimat. Über seinen beruflichen Werdegang jenseits der Politik ist nichts überliefert. Er war Sklavenhalter.
Ball gehörte der Demokratisch-Republikanischen Partei an. In den Jahren 1805 und 1806 sowie nochmals von 1810 bis 1814 saß er im Abgeordnetenhaus von Virginia. Danach gehörte er bis 1817 dem Staatssenat an. Während des Britisch-Amerikanischen Krieges von 1812 war er Zahlmeister in einem Regiment aus Virginia.
Bei den Kongresswahlen des Jahres 1816 wurde Ball im neunten Wahlbezirk von Virginia in das US-Repräsentantenhaus in Washington gewählt, wo er am 4. März 1817 die Nachfolge von John Pratt Hungerford antrat. Nach zwei Wiederwahlen konnte er bis zu seinem Tod am 29. Februar 1824 im Kongress verbleiben. Seit 1823 vertrat er dort als Nachfolger von Burwell Bassett den 13. Distrikt seines Staates.